# Unidade de execução
Em engenharia de computação, uma unidade de execução(também chamada de unidade funcional) é uma parte do processador(CPU) que executa instruções dadas pelo programa.
As CPU's modernas costumam ter múltiplas unidades de execução paralelas, o que é conhecido como arquitetura superescalar. A forma mais simples de implementar isso é usar uma unidade de execução, chamada de bus manager("gerenciador de barramento"), para gerenciar o uso da memória, enquanto as outras executam os cálculos e operações das instruções. Nessas CPU's, as unidades de execução geralmente fazem segmentação de instruções(instruction pipelining).